# 艾柳
艾柳是安第斯的基层行政组织，在印加帝国成立后为之所继承。艾柳下辖特定区域来自共同祖先的系列家族组织网络，其影响一直持续到今日。
目前，每个艾流设一名马尔库（奇楚瓦語： 秃鹰），过去可被视为一相对独立的方国。此外，过去每个藹流设四名勾罗迦通判，他们具有免税、一夫多妻等特殊权利。